# Stentjärnen (Bollnäs socken, Hälsingland)
Stentjärnen är en sjö i Bollnäs kommun i Hälsingland och ingår i Testeboåns huvudavrinningsområde.